# د. مالوري ستيفنز
د. مالوري ستيفنز (بالإنجليزية: D. Mallory Stephens)‏ هو ضابط وسياسي أمريكي، ولد في 17 ديسمبر 1893 في باتيرسون في الولايات المتحدة، وتوفي في 11 يناير 1961 في نيويورك في الولايات المتحدة. حزبياً، نشط في الحزب الجمهوري. وقد انتخب عضو جمعية ولاية نيويورك.